# Jean de Largentaye
Jean de Largentaye, né le 15 novembre 1903 à Plédran (Côtes-d'Armor) et mort le 26 février 1970 à Paris, est un haut fonctionnaire et économiste français. Il est connu pour avoir été le premier traducteur français de la Théorie générale de l'emploi, de l'intérêt et de la monnaie de John Maynard Keynes (1942), et administrateur français au Fonds monétaire international (FMI) de 1946 à 1964.

## Biographie

### Jeunesse et études
Jean Rioust de Largentaye naît le 15 novembre 1903, de Jacques Rioust de Largentaye, maire de Plédran, conseiller général des Côtes-du-Nord, et de Marguerite Marie Charlotte de Langle, dans une famille monarchiste. Ses parents sont propriétaires fonciers. Plusieurs de ses ancêtres, dont son grand-père Charles Rioust de Largentaye et son arrière grand-père Marie-Ange Rioust de Largentaye, ont été députés. Il est le dernier d'une fratrie de trois enfants. Il grandit avenue Montaigne. Marié avec Inès de Pedroso, il est le beau-père d'Olivier Schrameck.
Jean de Largentaye obtient une instruction chez les jésuites exilés à Jersey. Il saute deux classes, et obtient le premier baccalauréat à l'âge de 14 ans en 1918. Il obtient pour cela une dérogation de la part du président de la République. Il entre en classe de Terminale littéraire sur conseil des jésuites. Il est admis au lycée Sainte-Geneviève en classes préparatoires scientifiques. Il est admis à Polytechnique en 1921 à l'âge de 17 ans, où il devient l'ami de Jacques Rueff et Louis Vallon. Il étudie l'économie sous la férule de Clément Colson. Il obtient une licence de droit à l'université de Paris, où il est l'élève de Charles Gide.  
Après son licenciement de la société Air liquide en 1929, il suit sur le conseil de son ami Henry Bizot les cours de l'École libre des sciences politiques afin de préparer le concours de l'Inspection générale des finances. Il y suit notamment les cours d'économie de Jacques Rueff.

### Parcours professionnel
À sa sortie de Polytechnique, il est recruté comme ingénieur par la société Air Liquide et nommé dans un établissement situé dans les Asturies au nord de l'Espagne, où il travaille à partir de 1925. Il est licencié après quelques années, à la suite de la crise économique de 1929.
Il prépare le concours de l'Inspection des finances. Il échoue une première fois au concours en 1930, puis est admis en 1931, classé 10e sur 10 admis. Il effectue sa « tournée » entre 1931 et 1935, en tant qu'adjoint puis comme inspecteur de 1ère et 2ème classes.
Chargé de mission dans le cabinet du ministre des Finances Marcel Régnier en 1935, il est affecté au mouvement général des Fonds en 1936 et y travaille sous la direction de Jacques Rueff jusqu'à sa mobilisation en septembre 1939. C'est sous le gouvernement du Front populaire de Léon Blum que Jean de Largentaye découvre la General Theory de Keynes. Cette lecture qui « l'illumina », selon ses propres termes, l'incite à se proposer comme traducteur à Keynes, qui accepte ses services. La traduction comporte in fine un « lexique » de la terminologie keynésienne, soit une cinquantaine de termes techniques traduits et définis en français, qui découle d'une abondante correspondante avec Keynes, soucieux de trouver le mot juste en français. Selon Pierre Rosanvallon, Jean de Largentaye est avec Georges Boris l'un des principaux propagateurs de la vision keynésienne notamment auprès des fonctionnaires qui préparent le plan de relance de Léon Blum d'avril 1938.
Dans le cadre de sa mobilisation au ministère des armements, Jean de Largentaye part à l'ambassade de France à Madrid début 1940, alors que Philippe Pétain y est ambassadeur, puis est nommé attaché financier en Espagne et au Portugal sous l'autorité de François Piétri, ambassadeur. Il quitte son poste le 2 mai 1943, pour rejoindre le Comité français de libération nationale (CFLN) à Alger où il sera le collaborateur de Pierre Mendès France. En juillet 1944, celui-ci conduit la délégation française à la conférence de Bretton Woods dont Largentaye fera partie.
Entre 1946 et 1964, il est administrateur français au FMI. Ce long mandat sera marqué par de fortes tensions entre la France et l'institution internationale, notamment sur la question de la dévaluation Mayer (janvier 1948), sur les exportations de capitaux américains en France et sur la prétendue insuffisance des liquidités internationales au moment des premiers accords généraux d'emprunt signés en 1962. Il s'y distinguera par son opposition marquée à l'hégémonie américaine comme le soulignera dans ses mémoires André de Lattre, son suppléant en 1954-1955. De retour en France en 1964, il siège au Conseil économique et social dans la section finances, crédit et fiscalité. Il participe au débat sur le système monétaire international organisé par cette assemblée en 1966 et s'oppose au retour à l'étalon-or défendu par Jacques Rueff ainsi qu'à la monnaie fiduciaire (les droits de tirage spéciaux) prônée par Robert Triffin et reprise par Albin Chalandon.
En 1969, il termine la révision complète de sa traduction de la Théorie générale de Keynes et y ajoute une « note du traducteur », son « testament économique ».
Il meurt en 1970 à Paris à l'âge de 66 ans.

## Pensée économique
Jean de Largentaye est formé par l'enseignement de l'économie classique enseigné à l'École libre des sciences politiques et à la faculté de droit. Il est néanmoins  convaincu dès le début des années 1930 de la dangerosité des politiques déflationnistes menées par les responsables politiques en fonction (Laval en France en 1935, Brüning en Allemagne en 1932, Hoover aux Etats-Unis en 1929-1933). La lecture de Keynes lui donne un cadre théorique qui vient appuyer cette intuition et le conduira à critiquer à la fois l'épargne, en tant qu'elle conduit au chômage, et le système monétaire de Bretton Woods qui subordonne l'objectif du plein emploi à celui du respect des contraintes internationales.
Pourtant, à la fin de sa vie, Jean de Largentaye prend progressivement ses distances avec John Maynard Keynes. Les réflexions qu'il mène dans son cadre professionnel le portent à la conclusion que la Théorie générale est certes valable pour les économies régies par des monnaies fiduciaires mais que les politiques s'en inspirant sont incapables d'assurer à la fois le plein emploi et la stabilité des prix.
Aussi explique-t-il, dans l'article « L'émission de la monnaie fiduciaire », que les banques privées se sont approprié le privilège régalien de l'émission monétaire. Or, celle-ci, pense-t-il, doit être gagée sur des biens réels pour que la monnaie recouvre à la fois sa neutralité et sa fonction contracyclique.
En marge de ses fonctions au FMI (1946-1964) puis ouvertement au CES (1964-1969) il mène un combat jusqu'à la fin de sa vie pour une réforme monétaire radicale visant à remplacer les monnaies fiduciaires par des monnaies marchandises. Dans ce combat, il reprend les idées défendues par Benjamin Graham aux niveaux à la fois national et international et par Piero Sraffa s'agissant de la théorie de la valeur.
Ses réflexions monétaires donnent lieu à la publication en 1967 d'un article dans Economie appliquée dans lequel il détaille son projet. Il propose la mise en place d'une monnaie adossée à un panier de biens dont la composition précise doit être fixée par les parties prenantes. Une agence monétaire s'occuperait d'entreposer ces biens, ainsi que de les acheter et de les vendre afin d'en réguler les prix. Le dépôt de ces biens par les producteurs donnerait lieu à l'émission de « certificats d'étalon marchandise », qui fonctionneraient comme des billets de banque dans les échanges de l'économie réelle. Ces certificats seraient en tout temps convertibles en marchandises auprès de l'agence monétaire. Par un mécanisme de vases communicants entre le secteur producteur de biens inclus dans l'étalon et les secteurs producteurs d'autres biens, ce système monétaire assurerait automatiquement à la fois la stabilité des prix et le plein emploi estime Jean de Largentaye.
Sur le plan international, un tel dispositif permettrait aux différents pays du monde de se soustraire du « privilège exorbitant » des États-Unis, producteurs de la monnaie de référence, le dollar, monnaie fiduciaire émise par le système bancaire américain. Ce système serait bénéfique en particulier pour les pays en voie de développement, principaux producteurs des matières premières incluses dans l'étalon comme le défendit Pierre Mendès France dans plusieurs numéros du Courrier de la République.

## Publications
Les œuvres choisies de Jean de Largentaye ont été publiées chez Classiques Garnier en avril 2023 dans un recueil intitulé Jean de Largentaye, économiste non conformiste. L'ouvrage contient également une biographie de Largentaye.
- « L'écueil de l'économie monétaire », Revue d'Alger, no 1,‎ 1944, p. 50-59.
- « L'émission de la monnaie fiduciaire », Revue d'Alger, no 5,‎ 1944, p. 1-17.
- L'organisation économique internationale, Paris, Librairie sociale et économique, 1948.
- « La liquidité internationale », Tiers-Monde,‎ avril 1966, p. 463-480.
- « Un faux problème : le manque de liquidité internationale », Le Monde,‎ 5 et 6 juin 1966.
- « L'étalon – marchandises », Economie Appliquée,‎ septembre 1967.
- Jean de Largentaye, Alban Chalandon et Jacques Rueff, La réforme du système monétaire international, Paris, Editions France-Empire, 1967, 119-143 et 165-175.
- J.M. Keynes (dir.) et Jean de Largentaye, Seconde note du traducteur, Payot, 1969 (réimpr. 2017), « La Théorie générale », p. 19-27.